# Homalura dumonti
Homalura dumonti är en tvåvingeart som beskrevs av Seguy 1934. Homalura dumonti ingår i släktet Homalura och familjen fritflugor. Inga underarter finns listade i Catalogue of Life.